# Поджо Нативо
По̀джо Натѝво (на италиански: Poggio Nativo, на местен диалект Puggìnàddio, Пуджинадио) е село и община в Централна Италия, провинция Риети, регион Лацио. Разположено е на 415 m надморска височина. Населението на общината е 2527 души (към 2010 г.).